# Zełenyj Haj (rejon wozniesieński)
Zełenyj Haj (ukr. Зелений Гай) – wieś na Ukrainie, w obwodzie mikołajowskim, w rejonie wozniesieńskim, w hromadzie Domaniwka. W 2001 liczyła 305 mieszkańców.